# Бизења
Бизења (итал. Bisegna) је насеље у Италији у округу Л'Аквила, региону Абруцо.
Према процени из 2011. у насељу је живело 173 становника. Насеље се налази на надморској висини од 1215 м.

## Становништво
| 1931. | 1936. | 1951. | 1961. | 1971. | 1981. | 1991. | 2001. | 2011. |
| ----- | ----- | ----- | ----- | ----- | ----- | ----- | ----- | ----- |
| 1.073 | 1.032 | 1.041 | 940   | 693   | 634   | 467   | 342   | 261   |